# Louis Le Châtelier
Louis Le Chatelier (20 de fevereiro de 1815 — 10 de novembro de 1873) foi um químico e industrial francês.
Desenvolveu um método de produção de alumínio a partir da bauxita em 1855. Mais tarde o método foi suplantado pelo Processo Bayer. Pai do também químico Henri Louis Le Châtelier.
Le Châtelier é um dos 72 nomes na Torre Eiffel.

## Publicações
- Mémoire sur les eaux corrosives employées dans les chaudières à vapeur (1842)
- Chemins de fer d'Allemagne, description statistique, système d'exécution, tracé, voie de fer (1845)
- Recherches expérimentales sur les machines locomotives, avec Ernest Goüin (1845)
- Études sur la stabilité des machines locomotives en mouvement (1849)
- Guide du mécanicien constructeur et conducteur de machines locomotives, avec Eugène Flachat, Jules Pétiet et Camille Polonceau (2 volumes, 1851)
- Chemins de fer d'Angleterre en 1851. Matériel fixe, matériel roulant, exploitation et administration, législation et statistique (1852)
- Chemins de fer. Mémoire sur la marche à contre-vapeur des machines locomotives, notice historique (1869)
- Chemins de fer. Supplément au mémoire sur la marche à contre-vapeur des machines locomotives (1869)
- Assainissement, note sur l'épuration des eaux d'égout (1872)